# Philippines Football League 2024-2025
La Philippines Football League 2024-2025 è stata la 7ª edizione della massima divisione del campionato filippino di calcio. Il campionato è iniziato il 28 settembre 2024 ed è terminato il 4 maggio 2025.
La squadra campione in carica è il Kaya-Iloilo, al suo secondo titolo nazionale, che si è riconfermato conquistando il suo terzo campionato.

## Stagione

### Novità
La federazione, dopo aver disputato la stagione 2024 con un calendario su anno solare, ha cambiato nuovamente formato, riportando il campionato ad essere disputato nell'arco di due anni, da settembre a maggio. Sono stati inoltre reintrodotti i play-off di fine stagione per decretare la squadra campione nazionale.
Il numero di squadre partecipanti è stato inoltre ridotto a dieci. Delle squadre partecipanti nella stagione precedente, Don Bosco, Manila Montet, Philippine Air Force, Philippine Army e Tuloy, ultime cinque classificate nell'edizione 2023-2024, non prendono parte alla nuova stagione. In aggiunta prima dell'inizio della stagione lo United City ha annunciato il suo ritiro dalla competizione per problemi finanziari.
La federazione ha annunciato le dieci partecipanti all'inizio di settembre 2024, sostituendo lo United City con la selezione nazionale giovanile Under 20.

### Formula
Le 10 squadre partecipanti giocano un girone all'italiana con partite di andata e ritorno, per un totale di 18 giornate. Al termine della stagione regolare la prima classificata è campione nazionale e ottiene la qualificazione per la AFC Champions League Two 2025-2026. Le prime quattro classificate si qualificano inoltre per i play-off: questi inizialmente avrebbero dovuto decretare la vincente del campionato e la qualificazione continentale, tuttavia a stagione in corso la federazione ha dichiarato che questi sarebbero serviti unicamente per decretare la qualificazione per la AFF Shopee Cup. L'ultima classificata è invece retrocessa.

## Squadre partecipanti
| Squadra           | Città  | Stagione precedente      |
| ----------------- | ------ | ------------------------ |
| Davao Aguilas     | Davao  | 4° in PFL                |
| Dynamic Herb Cebu | Cebu   | 2° in PFL                |
| Kaya-Iloilo       | Iloilo | Campione delle Filippine |
| Loyola M.S.       | Manila | 8° in PFL                |
| Maharlika         | Manila | 9° in PFL                |
| Manila Digger     | Manila | 7° in PFL                |
| Mendiola 1991     | Cavite | 10° in PFL               |
| One Taguig        | Manila | 6° in PFL                |
| Philippines U20   | --     | Non partecipante         |
| Stallion          | Biñan  | 3° in PFL                |

## Stagione regolare
|  | Pos. | Squadra           | Pt | G  | V  | N | P  | GF | GS | DR  |
|  | ---- | ----------------- | -- | -- | -- | - | -- | -- | -- | --- |
|  | 1.   | Kaya-Iloilo       | 44 | 18 | 14 | 2 | 2  | 48 | 15 | +33 |
|  | 2.   | Manila Digger     | 43 | 18 | 14 | 1 | 3  | 56 | 10 | +46 |
|  | 3.   | One Taguig        | 33 | 18 | 10 | 3 | 5  | 39 | 13 | +26 |
|  | 4.   | Dynamic Herb Cebu | 31 | 18 | 9  | 4 | 5  | 33 | 18 | +15 |
|  | 5.   | Stallion          | 27 | 18 | 8  | 3 | 7  | 36 | 25 | +11 |
|  | 6.   | Davao Aguilas     | 25 | 18 | 7  | 4 | 7  | 24 | 16 | +8  |
|  | 7.   | Maharlika         | 18 | 18 | 5  | 3 | 10 | 21 | 37 | -16 |
|  | 8.   | Loyola M.S.       | 17 | 18 | 5  | 2 | 11 | 20 | 39 | -19 |
|  | 9.   | Philippines U20   | 13 | 18 | 3  | 4 | 11 | 16 | 49 | -33 |
|  | 10.  | Mendiola 1991     | 5  | 18 | 1  | 2 | 15 | 14 | 85 | -71 |

Legenda:
      Ammesse ai play-off
      Retrocessa
Tre punti per la vittoria, uno per il pareggio, zero per la sconfitta.

## Fase finale

### Semifinali
| Squadra 1      | Risultato | Squadra 2         |
| -------------- | --------- | ----------------- |
| 26 aprile 2025 |           |                   |
| Kaya-Iloilo    | 1 – 2     | Dynamic Herb Cebu |
| Manila Digger  | 2 – 1     | One Taguig        |

### Finale
| Squadra 1         | Risultato | Squadra 2     |
| ----------------- | --------- | ------------- |
| 4 maggio 2025     |           |               |
| Dynamic Herb Cebu | 1 – 0     | Manila Digger |